# درست مثل یک فرشته
«درست مثل یک فرشته» (به اسپانیایی: Igual que un Ángel) ترانه‌ای از خوانندهٔ کلمبیایی-آمریکایی کالی اوچیس و موسیقی‌دان مکزیکی پسو پلوما می‌باشد که در چهارمین آلبوم استودیویی اوچیس تحت عنوان ارکیده‌ها (۲۰۲۴) قرار دارد. این ترانه در ۱ فوریهٔ سال ۲۰۲۴ از سوی گروه موسیقی یونیورسال در ایرپلی رادیو ایتالیا به‌عنوان چهارمین تک‌آهنگ آلبوم فرستاده شد.